# Ilaria Alpi - Il più crudele dei giorni
Ilaria Alpi - Il più crudele dei giorni è un film italiano del 2003 diretto da Ferdinando Vicentini Orgnani e con protagonista Giovanna Mezzogiorno, basato sull’omicidio della giornalista Ilaria Alpi e del suo cameraman Miran Hrovatin avvenuto a Mogadiscio nel 1994.

## Trama
L'ultimo mese di vita di Ilaria Alpi, giornalista Rai, e del suo operatore di ripresa Miran Hrovatin, uccisi il 20 marzo 1994 a Mogadiscio, in Somalia.

## Produzione
La pellicola è stata girata nell'arco di 2 mesi in Marocco ed a Belgrado, Trieste e Roma.

## Riconoscimenti
- 2003 – Nastro d'argento
  - Migliore attrice protagonista a Giovanna Mezzogiorno